# Poesiomat (Skoky)
Poesiomat ve Skocích u Žlutic v okrese Karlovy Vary stojí před barokním poutním kostelem Navštívení Panny Marie.

## Historie
Poesiomat byl odhalen a vysvěcen 24. července 2022 v místech zaniklé vsi. S jeho umístěním pomohl Česko-německý fond budoucnosti a instalován byl ve spolupráci s místním spolkem „Pod střechou“, který přes patnáct let o kostel pečuje.
Dramaturgii poesiomatu sestavil místopředseda tohoto spolku písničkář Petr Linhart. Obsahuje melodii poutní písně ze Skoků, vzpomínání na poslední mši před odsunem nebo písně a povídky Oldřicha Janoty.
Další poesiomaty v českém pohraničí jsou ve Šitboři, Vrchní Orlici, Prášilech, Horní Polici, Olešné a na kalvárii u Ostré.